# Sphinx eremitus
Sphinx eremitus är en fjärilsart som beskrevs av Jacob Hübner 1824. Sphinx eremitus ingår i släktet Sphinx och familjen svärmare. Inga underarter finns listade i Catalogue of Life.

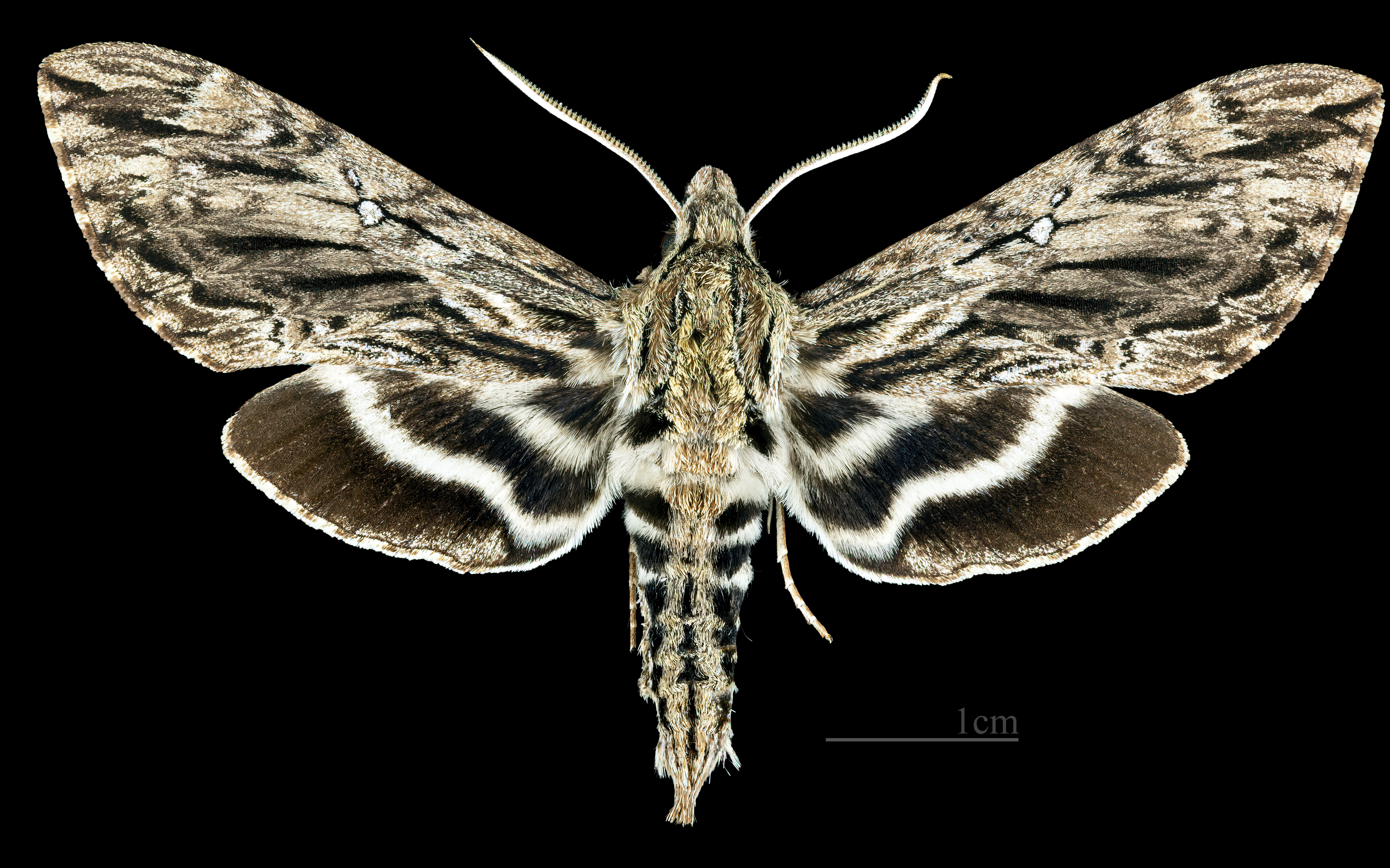
♂
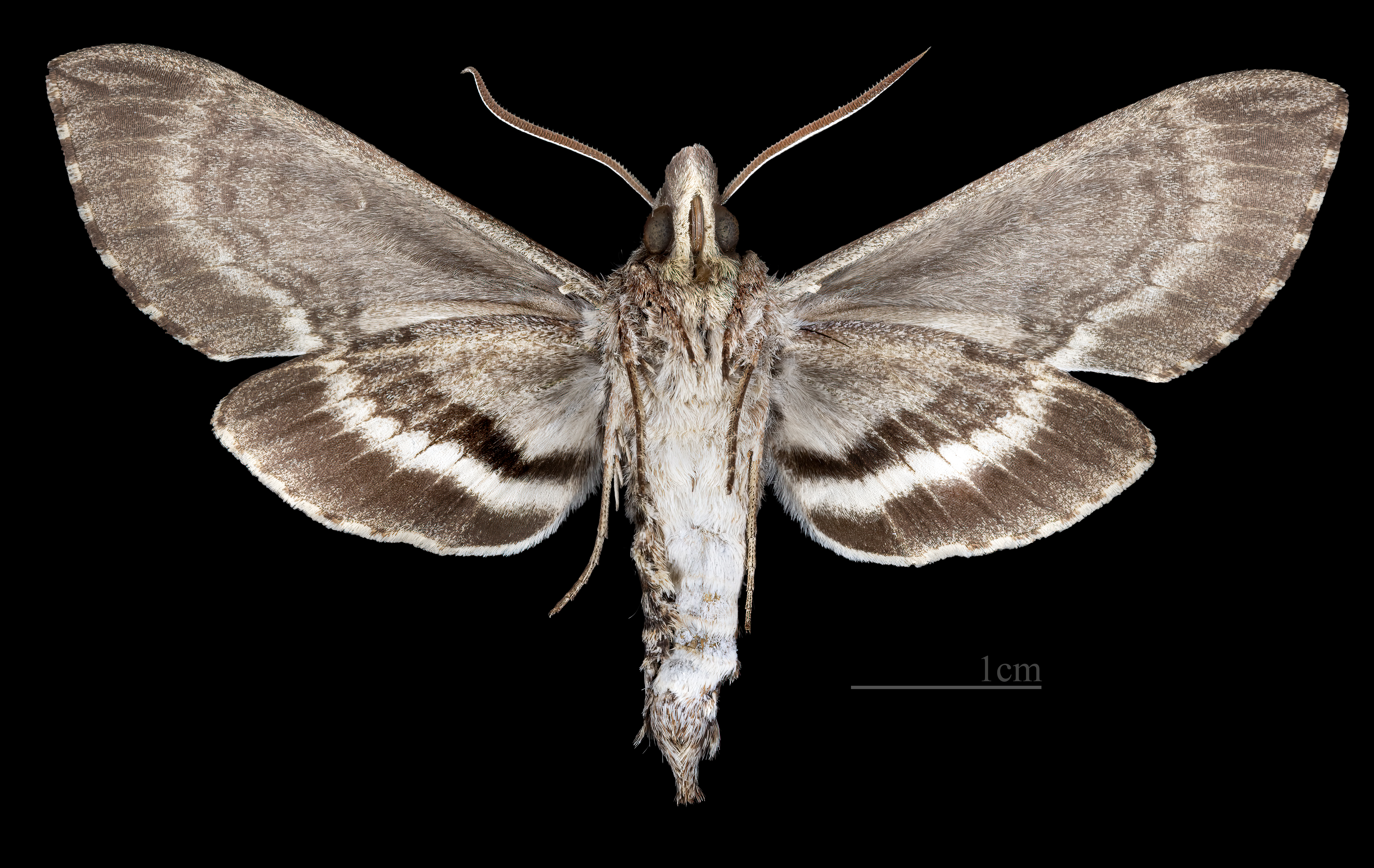
♂ △